# Paul Henrotin
Pour les articles homonymes, voir Henrotin.
Le DrPaul A.M.G. Henrotin, vétérinaire, né à Ciney le 5 novembre 1936 et décédé le 8 juin 2004 est un homme politique wallon, membre du PRL.
Il est conseiller communal de Sivry-Rance, membre de la chambre des Représentants et finalement, député wallon.